# Catedral de Santa María la Mayor (Tolón)
La catedral de Santa María la Mayor de Tolón o simplemente catedral de Tolón (en francés: Cathédrale Sainte-Marie-Majeure) es una catedral católica de Francia  erigida en la ciudad de Tolón, en el departamento de Var, comenzada en el siglo XI y terminada en el siglo XVIII. Desde el siglo V fue la sede de los obispos de Tolón y desde 1957 ha sido sede de los obispos de Fréjus-Tolón.
La catedral fue clasificada en el título de los monumento histórico de Francia  el 14 de noviembre de 1995.

## Historia
La primera catedral de Tolón existió en el siglo V, pero no queda rastro de ella. El edificio actual fue comenzado en 1096 por Gilbert, conde de Provenza, según la tradición por la gratitud por su vuelta segura de las cruzadas. Los tres primeros tramos de la nave, permanecen de la iglesia románica del siglo XI, y la actual xapilla de San José fue originalmente el ábside del coro. La capilla de las Reliquias fue construida en el siglo XV.
En el invierno de 1543-1544, la catedral, el edificio más grande de la ciudad, se transformó temporalmente en una mezquita para los 30 000 miembros de la tripulación de los barcos del almirante otomano-barbarí Jeireddín Barbarroja, aliado de Francisco I de Francia. Los residentes de Tolón fueron expulsados temporalmente de la ciudad para dar cabida a los marineros turcos. Al final del invierno, el rey Francisco pagó un gran soborno al almirante turco para persuadirlo de que su flota se marchase.
Como el puerto naval de Tolón fue ampliado por Enrique IV y Luis XIV, la ciudad se hizo más importante y la catedral también se amplió. Las adiciones entre 1654 y 1659 tuvieron el efecto de encerrar el edificio románico original e incorporar la capilla de las Reliquias.
La fachada clasicista fue creada en 1696-1701, bajo el reinado de Luis XIV.

## Véase también

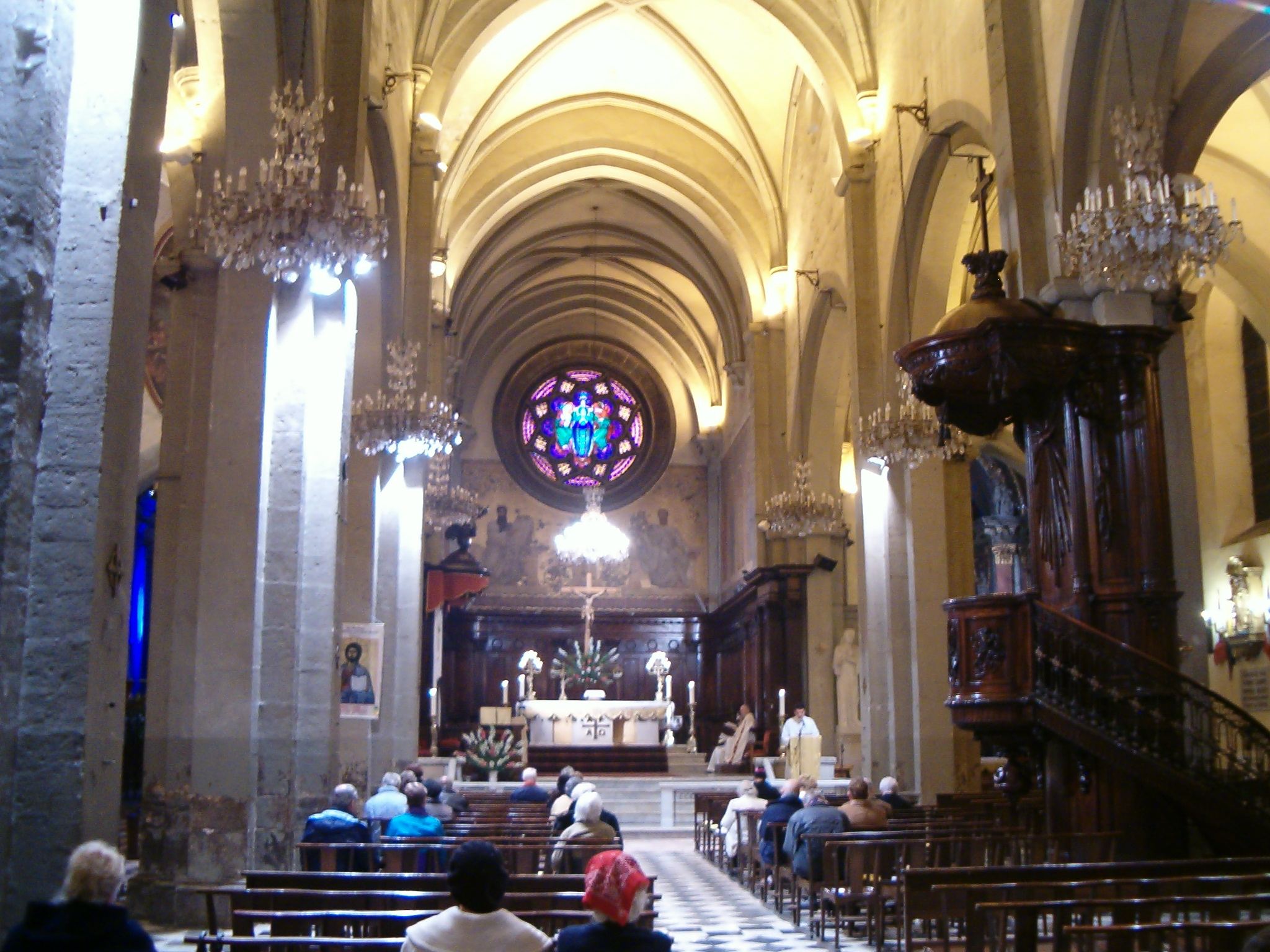
Vista interna